# Jean-Marie Hullot
Pour les articles homonymes, voir Hullot.
Jean-Marie Hullot (né le 16 février 1954 à Paris et mort le 17 juin 2019 dans la même ville) est un informaticien français.
Il est un créateur de programmes pour les plateformes Macintosh, NeXTSTEP et Mac OS X, ce qui inclut SOS Interface pour le Mac, qui devient par la suite Interface Builder pour NeXTSTEP (1985), et a ensuite évolué en une partie de Mac OS X. Il a aussi dirigé les équipes de développement pour iCal et iSync (en) pour Mac OS X (2002).

## Biographie
Après l'École normale supérieure de Saint-Cloud, Jean-Marie Hullot a reçu son doctorat en informatique à l'université Paris-Orsay en 1981, son directeur de thèse étant Gérard Huet. Il fut chercheur à l'INRIA de 1979 à 1986, avant de rejoindre NeXT. En 1996, il cofonde RealNames (en), un service de traduction d'URL qui ferme en 2002.
Il est un inspirateur de l'iPhone d'Apple, idée soufflée à Steve Jobs,,. C'est au sein d'une cellule de développement secrète avec 20 à 25 personnes à Paris qu'il prépare le développement de l'iPhone. C'est ainsi qu'il occupe le poste de directeur technique du service des applications à Apple de 2001 à 2005. Ses travaux portent essentiellement sur la synchronisation entre différents appareils pour les carnets d'adresses (iSync) et le calendrier (iCal).
Lorsqu'en 2005, Apple décide de centraliser les développements de l'iPhone aux États-Unis, Jean-Marie Hullot démissionne, ne souhaitant pas quitter la France. Google tente de le recruter en 2006 pour un poste à Paris, ce que Steve Jobs leur déconseille vivement,,.
Depuis, Jean-Marie Hullot a créé RealNames puis l'encyclopédie en ligne de photos Fotopedia (en), qui cesse son activité en 2014.
En 2012, il crée la fondation Iris, fondation environnementale destinée à la « préservation de la fragile beauté du monde », qu'il gère avec sa compagne.
Jean-Marie Hullot est mort le 17 juin 2019.